# Olusegun Obasanjo
Oluṣẹgun Arẹmu Okikiọla Matthew Ọbasanjọ (5. ožujka 1938.), umirovljeni general nigerijske vojske, te 5.  i 12. predsjednik Nigerije, treći civilni i utemeljitelj Četvrte Nigerijske Republike. 
Obasanjo se rodio u državi Ogun, na jugozapadu zemlje u narodu Yoruba, i kršćanskoj obitelji. Godine 1958. se prijavljuje u vojsku i bori se u nigerijskom građanskom ratu. Tamo se ističe kao dobar i uspješan zapovjednik.
Osvojio je mjesto Owerri, čime je završen građanski rat.
Nakon kraja građ. rata, događa se puč 1975. godine, na 9. obljetnicu dolaska na vlast Yakubua Gowona. Vojska dolazi na vlast, a sam Obasanjo postaje zamjenik vođe puča i njegov predstojnik ureda. Bio je na listi za odstrel grupe zavjerenika koji su planirali udar, ali je jedan pukovnik poginuo kada je zamijenjen s Obasanjom. Jedan od onih koji su trebali biti ubijeni bio je i bojnik Theophilus D'Anjuma, koji je zajedno s Mohammedom, doveo Gowona na vlast.
Kada je predvodnik puča Murtala Mohammed ubijen, sam Obasanjo se 13. veljače 1976. penje na vlast kao vojni vođa, ali ipak ne postaje diktator. 
Silazi s vlasti prvi put 1. listopada 1979. godine. Tada je vlast predao Shagariju. Vojska 1983. ponovno dolazi na vlast. Kad je deset godina poslije srušen i taj režim, na vlast dolazi Sani Abacha koji za vrijeme svoje petogodišnje diktature krši ljudska prava.
Olusegun se buni protiv Abache, pa završava u zatvoru, kao i mnogi drugi ugledni političari. On nije sudjelovao niti podupirao puč koji se dogodio 1983. Te iste godine postaje umirovljeni general. Nakon Abachine smrti izlazi iz zatvora, i objavljuje da je kršćanin. Novooformljena Narodno demokratska stranka Nigerije nominira ga za predsjednika i on odnosi pobjedu.
Kao prvi civilni predsjednik nakon 16 godina vojne vlasti (1983. – 1999.)  priseže 29. svibnja 1999. godine. Danas se u Nigeriji 29. svibnja slavi kao držani blagdan, pod imenom Dan demokracije.
Posjećuje zapadne zemlje tijekom prvog mandata, želeći sprati ljagu koju je na Nigeriju bacio Abacha. Pobjeđuje na reizboru 2003. godine. Ti izbori bili su procijenjeni kao namješteni, a Obasanjovi protukandidati bili su Muhammedu Buhari i potpukovnik Ojukwu, koji je odcijepio Biafru.
Dva puta se ženio i oba puta ostao udovac (prvu ženu su mu ubili, a druga je umrla prirodnom smrću). 
Odstupio je s mjesta predsjednika Nigerije, nakon općih izbora održanih u travnju 2007. godine. Dama 29. svibnja 2007. na dužnosti predsjednika zamijenio ga je Umaru Yar'Adua.
Govorilo se da želi promijeniti Ustav, kako bi dobio treći, četverogodišnji mandat kao civilni predsjednik. Njegov prijedlog nije prošao Nacionalnu skupštinu. Tijekom vladavine druge vojne hunte gospodarski rast bio je samo 3 posto, a on ga je u dva mandata udvostručio, te su vanjske rezerve Nigerije narasle s 2 miljarde dolara na 43 miljarde dolara.
Iako je dva puta dobio izbore, u svojoj državi Ogun na jugozapadu Nigerije nije previše omiljen jer mu njegov narod ne može oprostiti što je 1979. predao vlast Shagariju, a ne nekome iz svog naroda.